# Nightwing
Nightwing is een naam gebruikt door meerdere personages uit de strips van DC Comics. De bekendste van hen is Dick Grayson, de originele Robin. Een andere Nightwing is een alter ego van Superman.

## Geschiedenis
De naam Nightwing werd voor het eerst gebruikt door Superman, toen hij en Jimmy Olsen als burgerwachten de stad Kandor bezochten. Kandor was een Kryptoniaanse stad die was gekrompen en bewaard in een fles. In deze stad had Superman geen krachten, daarom gaven hij en Jimmy zichzelf identiteiten gebaseerd op die van Batman en Robin.
De tweede en tevens meest bekende Nightwing was Dick Grayson. Toen hij zichzelf te oud vond worden om nog langer Robin te blijven en gezien te worden als Batmans hulpje, begon hij een solocarrière als superheld onder de naam Nightwing. Dick nam de naam over van Supermans tijdelijke alter ego.
In Blüdhaven, werd een sociopaat genaamd Tad Ryerstad een superheld geïnspireerd door de oude held Tarantula. Hij noemde zich in eerste instantie Nite-Wing. Hij was echter zeer gewelddadig en sloeg mensen al in elkaar voor kleine overtredingen. Hij kreeg later training van Dick Grayson om zijn woede onder controle te houden.
In de One Year Later-verhaallijn namen achtereen Jason Todd en Power Girl de identiteit van Nightwing aan.

## Krachten en vaardigheden
De Dick Grayson versie van Nightwing is net als Batman gespecialiseerd in vele vormen van gevechten, en beschikt over veel gadgets om zijn vijanden uit te schakelen. Hij is getraind in onder andere Aikido, Jeet Kune Do, Escrima, Karate, Jiu-jitsu, Taekwondo, Tai Chi, Kendo, Hapkido, Wing Chun, Ninjitsu, Kempo, en Judo.

## In andere media
De Dick Grayson-versie van Nightwing is de enige die ook in andere media dan alleen de stripboeken meedoet.

### Films
- In de film Batman Forever stelt Dick Grayson (Chris O'Donnell) de naam "Nightwing" voor als mogelijk alter ego wanneer hij Batmans helper wil worden. Robins kostuum in de film lijkt ook meer op Nightwings kostuum dan Robins kostuum uit de strips.

- In de film The Lego Batman Movie bekijkt Dick Grayson (stem van Michael Cera) enkele Batman outfits en ziet wel potitentie in het "Nightwing" pak.

### Televisieseries
- In de animatieserie Batman: The Animated Series was Dick Grayson nog Robin, maar in de erop volgende serie, The New Batman Adventures, werd hij Nightwing en gaf zijn oude positie als Robin door aan Tim Drake. Hoewel hij als Nightwing nog wel een paar keer met Batman meevocht, keek hij al een stuk minder op tegen zijn oude mentor.

- In de serie Batman Beyond hangt Nightwings kostuum jaren later nog altijd in de Batcave. Terry McGinnis, de nieuwe Batman, leent het masker van het Nightwing kostuum in de aflevering "Lost Soul" daar zijn Batpak in reparatie is.

- In de serie Teen Titans werd een mogelijke toekomst getoond waarin Robin Nightwing was geworden.

- In The Batman wordt in de aflevering “Artifacts” een scène getoond die zich afspeelt in 2027. In deze tijd is een Nightwing actief.

- In de door fans gemaakte serie Nightwing: The series speelt nightwing de hoofdrol.

- In  Young Justice is Dick Grayson in het eerste seizoen Robin, en in het tweede seizoen, dat zich vijf jaar later afspeelt, is hij Nightwing. Zijn stem wordt gedaan door  Jesse McCartney.

### Videospellen
- Nightwing verschijnt in het spel Batman: Arkham Knight waarbij hij Batman helpt met de strijd tegen Scarecrow. De stem van Nightwing werd ingesproken door Scott Porter.